# Boxe aux Jeux asiatiques de 1986
Navigation
Édition précédente Édition suivante
Les compétitions de boxe anglaise des Jeux asiatiques 1986 se sont déroulées du 20 septembre au 5 octobre à Séoul, Corée du Sud.

## Résultats

### Podiums
| Catégories                    | Or             | Argent             | Bronze                                    |
| Poids mi-mouches (-48 kg)     | Oh Kwang-soo   | Supap Boonrowd     | Saad Shabbot Mamoru Kuroiwa               |
| Poids mouches (-51 kg)        | Kim Kwang-sun  | Sahu Birajdar      | Kwanchai Samrangit Muhammad Latif         |
| Poids coqs (-54 kg)           | Moon Sung-kil  | Sophon Sujarikul   | Brix Flores G.D. Kamble                   |
| Poids plumes (-57 kg)         | Park Hyung-ok  | Adrianus Taroreh   | Toshiyasu Kiyosawa John Williams          |
| Poids légers (-60 kg)         | Kwon Hyun-kyu  | Leopoldo Cantancio | Wangchai Pongsri Dal Bahadur Ranamagar    |
| Poids super-légers (-63,5 kg) | Kim Ki-taek    | Seera Jayaram      | Manoj Bahadur Shrestha Yoshiaki Takahashi |
| Poids welters (-67 kg)        | Kim Dong-kil   | Sumruay Mongsont   | Kunihiro Miura Gopal Dewang               |
| Poids super-welters (-71 kg)  | Lee Hae-jung   | Chiharu Ogiwara    | Ernesto Coronel Abrar Hussain             |
| Poids moyens (-75 kg)         | Shin Joon-sup  | Narong Inphrom     | Sushil Pokhrel Manjit Pal Singh           |
| Poids mi-lourds (-81 kg)      | Min Byung-yong | Hussain Shah       | Dhan Bahadur Gurung Mosharraf Hossain     |
| Poids lourds (-91 kg)         | Kim Yoo-Hyun   | Daljit Singh       | Montaser Shuaib Kausar Abbas              |
| Poids super-lourds (+91 kg)   | Baik Hyun-man  | Jaipal Singh       | Muhammad Yousaf Tul Bahadur Thapa         |

### Tableau des médailles
| Place | Pays              | Médaille d'or, Asie | Médaille d'argent, Asie | Médaille de bronze, Asie | Total |
| ----- | ----------------- | ------------------- | ----------------------- | ------------------------ | ----- |
| 1     | Corée du Sud      | 12                  | 0                       | 0                        | 12    |
| 2     | Inde              | 0                   | 4                       | 5                        | 9     |
| 3     | Thaïlande         | 0                   | 4                       | 2                        | 6     |
| 4     | Japon             | 0                   | 1                       | 4                        | 5     |
| 4     | Pakistan          | 0                   | 1                       | 4                        | 5     |
| 6     | Philippines       | 0                   | 1                       | 2                        | 3     |
| 7     | Indonésie         | 0                   | 1                       | 0                        | 1     |
| 8     | Népal             | 0                   | 0                       | 4                        | 4     |
| 9     | Irak              | 0                   | 0                       | 1                        | 1     |
| 9     | Koweït            | 0                   | 0                       | 1                        | 1     |
| 9     | Bangladesh        | 0                   | 0                       | 1                        | 1     |
| Total | 11 pays médaillés | 12                  | 12                      | 24                       | 48    |